# Prolongación Primitivo R. Valencia
Prolongación Primitivo R. Valencia är en ort i Mexiko.   Den ligger i kommunen San Andrés Tuxtla och delstaten Veracruz, i den sydöstra delen av landet, 400 km öster om huvudstaden Mexico City. Prolongación Primitivo R. Valencia ligger 344 meter över havet och antalet invånare är 358.
Terrängen runt Prolongación Primitivo R. Valencia är lite bergig. Runt Prolongación Primitivo R. Valencia är det ganska tätbefolkat, med 120 invånare per kvadratkilometer. Närmaste större samhälle är San Andres Tuxtla, 1,8 km väster om Prolongación Primitivo R. Valencia. Omgivningarna runt Prolongación Primitivo R. Valencia är en mosaik av jordbruksmark och naturlig växtlighet.